# Швайкарт, Карл Готлиб
Карл Готлиб Швайкарт (нем. Karl Gottlieb Schweikart; 28 февраля 1772, Людвигсбург, — 16 апреля 1855, Тарнополь) — австрийский живописец-портретист.

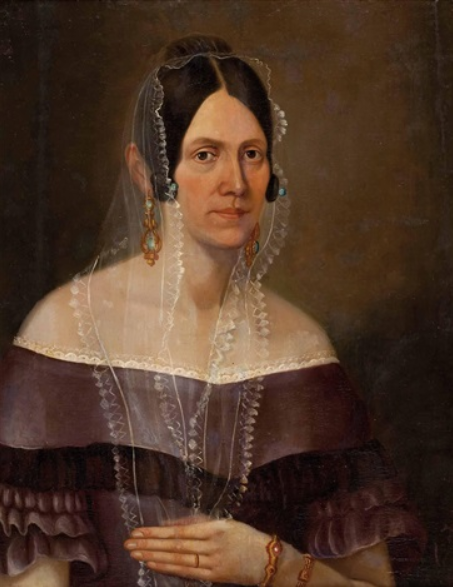
Карл Готлиб Швайкарт. Портрет дамы

В 1787—92 годах учился в Штутгарте. Затем работал в Страсбурге, в Швейцарии, с 1795 года в Вене, затем через Прагу добрался до Лемберга, где и обосновался в 1802 году. В 1806 году путешествовал в Москву.
Швайкарт был известен преимущественно как портретист, выполнявший заказы лембергского чиновничества и других горожан. Среди его портретов, в частности, портрет Франца Ксавера Моцарта.